# NGC 4995
NGC 4995 (другие обозначения — MCG −1-34-7, UGCA 329, IRAS13070-0734, PGC 45643) — спиральная галактика с перемычкой (SBb) в созвездии Дева.
Этот объект входит в число перечисленных в оригинальной редакции «Нового общего каталога».

## Сверхновая звезда
14 мая 2023 в галактике NGC 4995 наблюдалась вспышка сверхновой звезды SN 2023gfo. Яркость звезды достигала 14,3